# 伊丽莎白女王医院
伊丽莎白女王医院简称QEH，是位于马来西亚沙巴州亚庇的一家政府公立医院，也是亚庇乃至整个沙巴州最主要的公立医院之一。伊丽莎白女王医院于1981年建立，以二世的名字命名。

## 历史
- 1957年：伊丽莎白女王医院前身的第一栋建筑大楼建立。[2]
- 1971年：二世到访参观这家医院。[2]
- 1981年：医院的第二栋建筑大楼建立，伊丽莎白女王医院正式成立。[3]
- 2009年：马来西亚联邦政府购买了沙巴医学中心（SMC）的旧建筑大楼，并将其翻新为伊丽莎白女王第二医院（Queen Elizabeth Hospital II，QEH2）。 [4]